# Vecchio Partenone

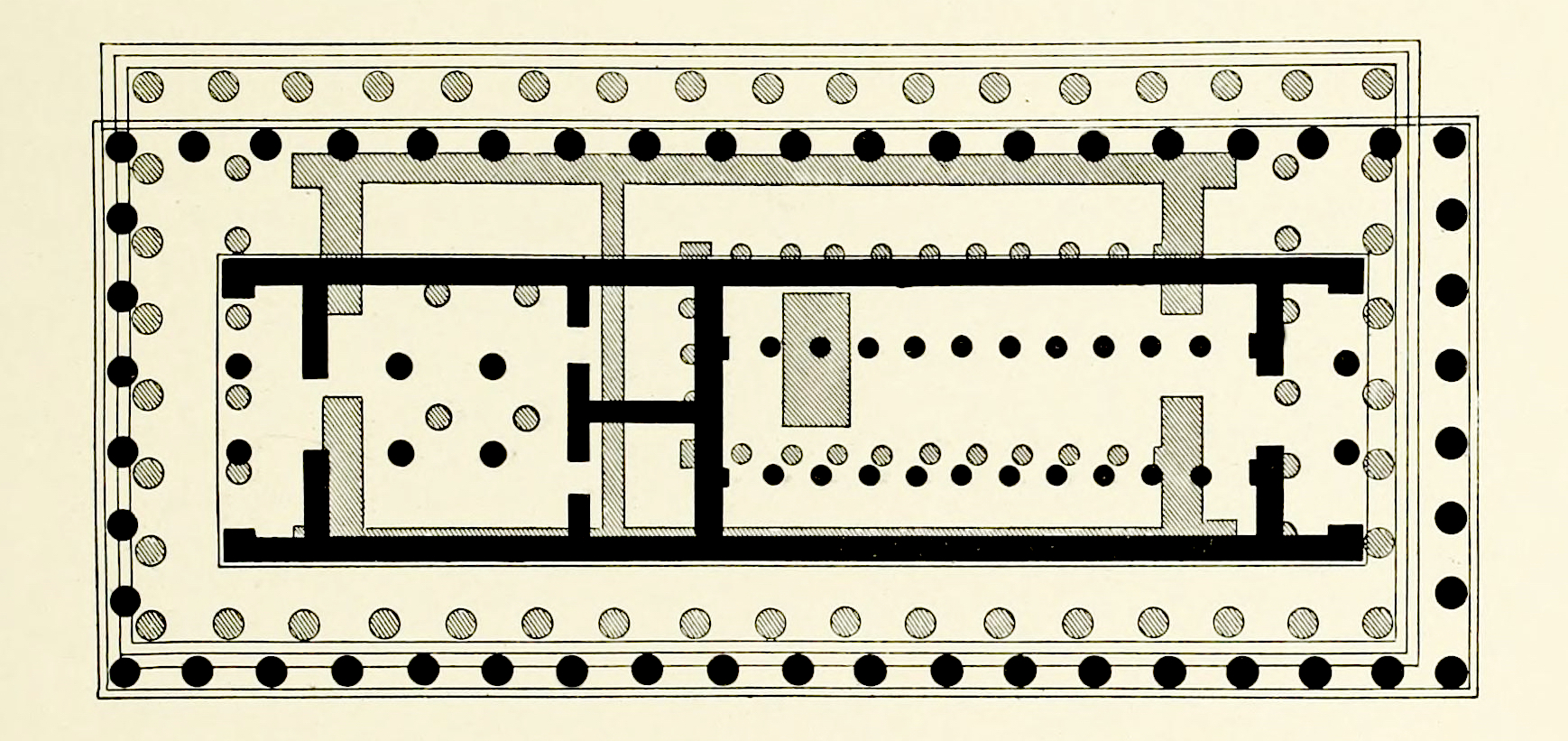
In nero il vecchio Partenone, in grigio il Partenone di Pericle

Il vecchio Partenone o pre‐Partenone, come frequentemente chiamato, fu il primo tentativo di costruire un santuario per Atena Parthenos sul sito dell'attuale Partenone ebbe inizio poco dopo la battaglia di Maratona (circa 490-488 a.C.), su solide fondazioni calcaree che estendevano e livellavano la parte meridionale della cima dell'acropoli. Questo edificio sostituiva l'Hekatompedon e si trovava accanto al tempio arcaico dedicato ad Atena Poliàs. Il vecchio Partenone, spesso indicato come pre-Partenone, era ancora in costruzione quando i Persiani saccheggiarono la città nel 480 a.C., bruciando praticamente ogni edificio sull'acropoli.

## Storia
Dopo la fine della seconda guerra persiana gli Ateniesi incorporarono molti degli elementi architettonici del tempio incompiuto (rocchi di colonne scanalate, triglifi, metope) nel muro fortificato settentrionale di nuova costruzione dell'acropoli, dove fungevano da importante "memoriale bellico" e sono ancor oggi visibili. L'esistenza di entrambi i proto-Partenoni e la loro distruzione sono note da Erodoto e i rocchi delle colonne erano chiaramente visibili nel muro settentrionale dell'Eretteo. Un'ulteriore prova materiale di questa struttura fu rivelata dagli scavi di Panagis Kavvadias del 1885-1890: i risultati di questo scavo permisero a Wilhelm Dörpfeld, allora direttore dell'Istituto archeologico tedesco, di affermare che esistesse una sottostruttura distinta per il Partenone originale, chiamato "Partenone I" da Dörpfeld, non immediatamente sotto l'edificio attuale, come era stato presunto in precedenza. L'osservazione di Dörpfeld era che i tre gradini del primo Partenone consistevano di due gradini di marmo pario, proveniente dall'isola di Poros, lo stesso delle fondazioni, e di un gradino superiore di calcare Karrha che venne coperto dal gradino più basso del Partenone di Pericle. Questa piattaforma era più piccola e leggermente a nord del Partenone finale; ciò indica che era stata costruita per un edificio del tutto diverso, ora completamente ricoperto. Questa rappresentazione fu in qualche modo complicata con la pubblicazione della relazione finale sugli scavi del 1885-1890, che indicava la sottostruttura come contemporanea alle mura di Cimone, implicando una datazione successiva per il primo tempio.
Se il Partenone originale fu effettivamente distrutto nel 480 a.C., rimane la questione del perché il sito fosse stato lasciato un rudere per 33 anni. Un primo motivo riguarda il giuramento stipulato dagli alleati greci prima della battaglia di Platea nel 479 a.C., che dichiarava che i santuari distrutti dai Persiani non sarebbero stati ricostruiti, un giuramento da cui gli Ateniesi furono assolti solo con la pace di Callia nel 450 a.C. Una probabile concausa fu il costo materiale della ricostruzione di Atene dopo il sacco persiano. Bert Hodge Hill, sulla base dei suoi scavi, propose l'esistenza di un secondo Partenone, iniziato nel periodo di Cimone dopo il 468 a.C.; Hill sosteneva che il gradino di calcare Karrha, che Dörpfeld riteneva fosse il più alto del Partenone I, fosse in realtà il più basso dei tre gradini del Partenone II, le dimensioni del cui stilobate furono calcolate da Hill in 23.51 x 66.888 m.
Una delle difficoltà nel datare il proto-Partenone è costituita dal fatto che, all'epoca dello scavo del 1885, il metodo archeologico di seriazione non era ancora pienamente sviluppato: lo scavo disattento e il riempimento del sito condussero alla perdita di molte informazioni preziose. Un tentativo di dare un senso ai frammenti di ceramica trovati sull'acropoli giunse con lo studio in due volumi di Graef e Langlotz pubblicato nel 1925-1933. Questo ispirò l'archeologo americano William Bell Dinsmoor a tentare di delimitare la datazione della piattaforma del tempio e dei cinque muri nascosti sotto il riterrazzamento dell'acropoli. Dinsmoor concluse che l'ultima data possibile per il Partenone I fosse non prima del 495 a.C., contraddicendo la datazione precedente fornita da Dörpfeld. Dinsmoor negò inoltre che vi fossero due proto-Partenoni e che l'unico tempio precedente a Pericle fosse quello denominato da Dörpfeld Partenone II. Dinsmoor e Dörpfeld ebbero uno scambio di opinioni sull'American Journal of Archaeology nel 1935.